# Zigeunersken
Zigeunersken er en dansk stum dramafilm fra 1911 produceret af Nordisk Films Kompagni og instrueret af Einar Zangenberg efter eget manuskript. Filmen er Zangenbergs debut som instruktør.
Filmen havde dansk premiere den 9. januar 1911 i Panoptikon Teatret, og blev i engelsktalende lande distribueret som The Love of the Gypsy Girl.

## Handling
En ung greve holder en middag, og for at underholde sine gæster tager han dem med til en sigøjnercamping, hvor nogle af sigøjnerpigerne danser for at underholde de unge mænd. Tællingen tiltrækkes af en sigøjner og forelsker sig i hende. Lidt senere ser pigen greven køre til sit bryllup med datteren til en nabo-aristokrat, og hun vender sorgramt tilbage til sit eget folk. Fem år går, og nogle sigøjnere beder greven om almisse. Han sender dem vredt væk, og de vender hævnfuldt tilbage og kidnapper barnet, der føres til sigøjneren. Sigøjnerpigen genkender barnet, og når sigøjnerne sover, sniger hun sig ud for at bringe barnet tilbage til dets forældre. Sigøjnerne forfølger hende, men hun skynder sig over strømmen og når sikkert til grevens ejendom. Hun finder de bedrøvede forældre, og faderen er opdager at kvinden han har begået uret imod har vendt godt til ondt.

## Medvirkende
- Edith Buemann
- Einar Zangenberg
- Thilda Fønss
- Carl Schenstrøm
- Lauritz Olsen
- Axel Schultz
- Franz Skondrup
- Axel Boesen
- Ella la Cour